# Ктоград
«Ктоград» (Также известен, как Кторград, Кто-тогород и Ктовиль) (англ. Whoville) иногда пишется как Кто-виль (англ. Who-ville) — вымышленный город, созданный писателем Теодором Сьюзом Гейзелем, также известным, как Доктор Сьюз. Ктоград появился в книге 1954 года «Хортон слышит ктошек!» и в книге 1957 года «Как Гринч украл Рождество» со значительными различиями между двумя версиями. Его обитатели носят собирательное имя «Кто» (в некоторых переводах на русский «Ктор», «Кто-то», «Ктошка» и «Ктович») как в форме множественного числа местоимения кто.

## Параметр
Согласно книге «Хортон слышит ктошек!», город Ктоград расположен внутри парящей пушинки, которую затем помещает на цветок клевера Слон Хортон. В книге «Как Гринч украл Рождество» местоположение Ктограда никогда не упоминается; географические ссылки включают упоминание о «Горе Крампит» (В некоторых переводах «Гора Дурья-башка») высотой в несколько тысяч футов и вид к северу от города, где проживает титулованный Гринч. В телевизионном спецвыпуске 1977 года «Хэллоуин — ночь Гринча», в котором в Ктограде добавились дополнительные географические объекты, такие как Пруд Панкерс, где обитают морские чудовища, известные как трыск-трескуны (в оригинале «Hakken-Kraks», что очевидная игра слов на легендарном кракене и отсылка к одному из многих существ из его книги «О места, куда вы отправитесь»). Опять же, однако, его большее местонахождение не упоминается.
В телевизионном выпуске 1970-х годов «Хортон», а также в полнометражном мультфильме 2008 года Хортон, Ктоград сохраняет своё литературное местонахождение в пределах пушинки на цветке клевера. Телевизионный выпуск 1966 года «Как Гринч украл Рождество» также остается верным для литературы.
В экранизации фильма 2000 года «Как Гринч украл Рождество», от Universal Pictures и Imagine Entertainment , Ктоград расположен внутри снежинки, к югу от горы Крампит в пределах высокогорного хребта Понту, описанного во вступлении к фильму. Поскольку действие происходит зимой, пушинка, в которой расположен Ктоград, теперь находится на снежинке, а не на клевере, который был бы не в сезон.
Поскольку город Ктоград расположен на пушинке, Ктоград, изображенный в Хортоне подвержен неожиданным движениям и погодным условиям и может время от времени вообще менять местоположение, что является основным сюжетным моментом в мультфильме.

## Жители
Многие из различных персонажей, известных как кто, живут внутри пушинке, содержащей Ктоград. Кто — это причудливые, похожие на животных существа, которые живут в домах определенной формы, известные своим теплым сердцем и приветливым духом. Это маленькие пушистые гуманоиды с собачьей мордой и 12 пальцами на ногах. Поскольку они празднуют Рождество и с готовностью осознают его истинное значение при отсутствии материальных подарков, подразумевается, что оно составляет большинство христиан сообщества; Сьюз предпринял несколько попыток более откровенно христианского финала «Как Гринч украл Рождество!», но, неудовлетворенный идеей деспотичного подхода, решил оставить религиозные аспекты подразумеваемыми Это дополнительно подтверждается наличием церквей в Ктограде, как упоминается в «Хортон слышит ктошек». К северу от Ктограда, на вершине высокой горы Маунт-Крампит, живёт горькое пещерное существо по имени Гринч со своей собакой Максом.
В советском украинском анимационном короткометражном фильме 1987 года производства «Киевнаучфильм» под названием «Друзья мои, где вы?» по мотивам книги «Хортон слышит ктошек», ктошки напоминают маленьких жёлтых эльфов с острыми звуками, конусообразными шляпами и длинными носами, как у Буратино. Также в этом мультфильме город находится не на пушинке, а внутри цветка. В российском анимационном короткометражном фильме 1992 года под названием «Я вас слышу», также снятом по мотивам «Хортон слышит ктошек», ктошки идентичны людям и живут в простом аграрном обществе, где они косят траву, работают на мельнице и разводят кур и лошадей, таких же микроскопических, как и они сами, а Ктоград показан как небольшая деревня, а не город (в отличие от Джунглей Нула, которые кажутся подделкой под советскую городскую жизнь 80-х с редкими появлениями современных технологий).  Однако в игровом фильме кто напоминают обычных людей с большими ушами, коньковыми зубами и странными причёсками, и в то время как у детей кто обычные человеческие носы, у взрослых кто носы имеют форму морды. Кроме того, они показаны очень жадными и материалистичными по сравнению с книжной версией.
Синди Лу, щедрая молодая девочка кто, которая была представлена в книге «Как Гринч украл Рождество!» В игровом фильме 2000 года «Как Гринч украл Рождество её играет актриса Тейлор Момсен.
Гринч — вымышленное существо зеленого цвета с кошачьим лицом и циничным характером. Он живёт в изоляции на горе Крампет со своей собакой Максом. Гринч смотрит на город Ктоград, не сочувствуя всем Кто. Известно, что он принадлежит к другому виду, чем Кто. В фильме 2000 года Гринча играет актёр Джим Керри.
В книге «Хортон слышит ктошек!» есть безымянный мэр в Ктограде. В игровом фильме «Как Гринч украл Рождество» тоже есть мэр, но тот уже имел имя Августус Мэйкто, которого сыграл Джеффри Тэмбор. Актёр Стив Карелл озвучивает мэра Ктограда в анимационном фильме 2008 года «Хортон». В этой версии его зовут Нед Макдодд, и он живёт со своей женой, 96 дочерьми и одним сыном по имени Джо-Джо. Между Мэем и Макдоддом сразу заметны различия: Мэй - напыщенный, высокомерный человек, который считает себя единственным человеком, которого стоит слушать, тогда как Макдодд «преданный, справедливый и немного чудной».

## Адаптации

### Книги
Доктор Сьюз создал две детские книги, знакомящие читателей с волшебным миром Ктограда. Его первый рассказ «Хортон слышит ктошек» был опубликован в 1954 году. Его второе использование Ктограда было в рассказе «Как Гринч украл Рождество», опубликованное в 1957 году.

### Бродвей
Seussical, Бродвейский мюзикл, поставленный Линн Аренсом и Стивеном Флаэрти в 2000 году. Мюзикл представляет собой сборник самых известных произведений доктора Сьюза. рассказы, которые были объединены, чтобы представить синтез его творчества. Большинство музыкальных произведений посвящено жизни в Ктограде, особенно рождественскому представлению ктошек и слону Хортону. Обе темы были основаны на сюжетах «Как Гринч украл Рождество!» и «Хортон слышит ктошек!»

### Тематические парки
Universal Orlando Resort поддерживает работу доктора Сьюза, приписывая ему часть парка развлечений. В Острова приключений есть компонент, предназначенный для города Ктоград. В городе посетители Universal Orlando Resort могут взаимодействовать с персонажами и исследовать тематический парк.

### Компьютерные игры
Ктоград является одной из основных локаций в игре The Grinch 2000 года, по которому игрок, управляя Гринчем, пытается найти и собрать все чертежи и подарки. В игре The Grinch: Christmas Adventures 2023 года Ктоград является третьей локацией, в которых Гринч проникает во внутрь каждого дома и ворует подарки, а в конце игры Гринч под управлением игрока возвращает подарки во все дома данного города.

### Фильмы и телевидение
Телевизионный 26-минутным мультфильм Как Гринч украл Рождество! первоначально транслировался на CBS в 1966 году. В 2000 году был выпещен фильм «Как Гринч украл Рождество, который стал первой историей доктора Сьюза, когда-либо экранизированной.  Кроме того, Хортон слышит ктошек! был адаптирован в 26-минутный телевизионный сегмент в 1970 году. В 2008 году был выпущен в полнометражный мультфильм «Хортон». Компьютерная адаптация под названием «Гринч» была выпущена в ноябре 2018 года. В адаптации от Netflix Зеленые яйца и ветчина Ктоград упоминается в пилотном эпизоде «Здесь». Чувак-Ли-Я читает газету и одну статью на тему «Кем ты был в Ктограде?». Кроме того, Ктоград был переименован в «Ньювилль» (англ. Newville) в адаптации фильма ужасов 2022 года «Зловредный», основанном на сказке «Как Гринч украл Рождество!».